# Île Grosbois
Pour les articles homonymes, voir Grosbois (homonymie).
L'île Grosbois est une île du fleuve Saint-Laurent située dans parc national des Îles-de-Boucherville, au nord-est de Montréal au Canada.

## Géographie

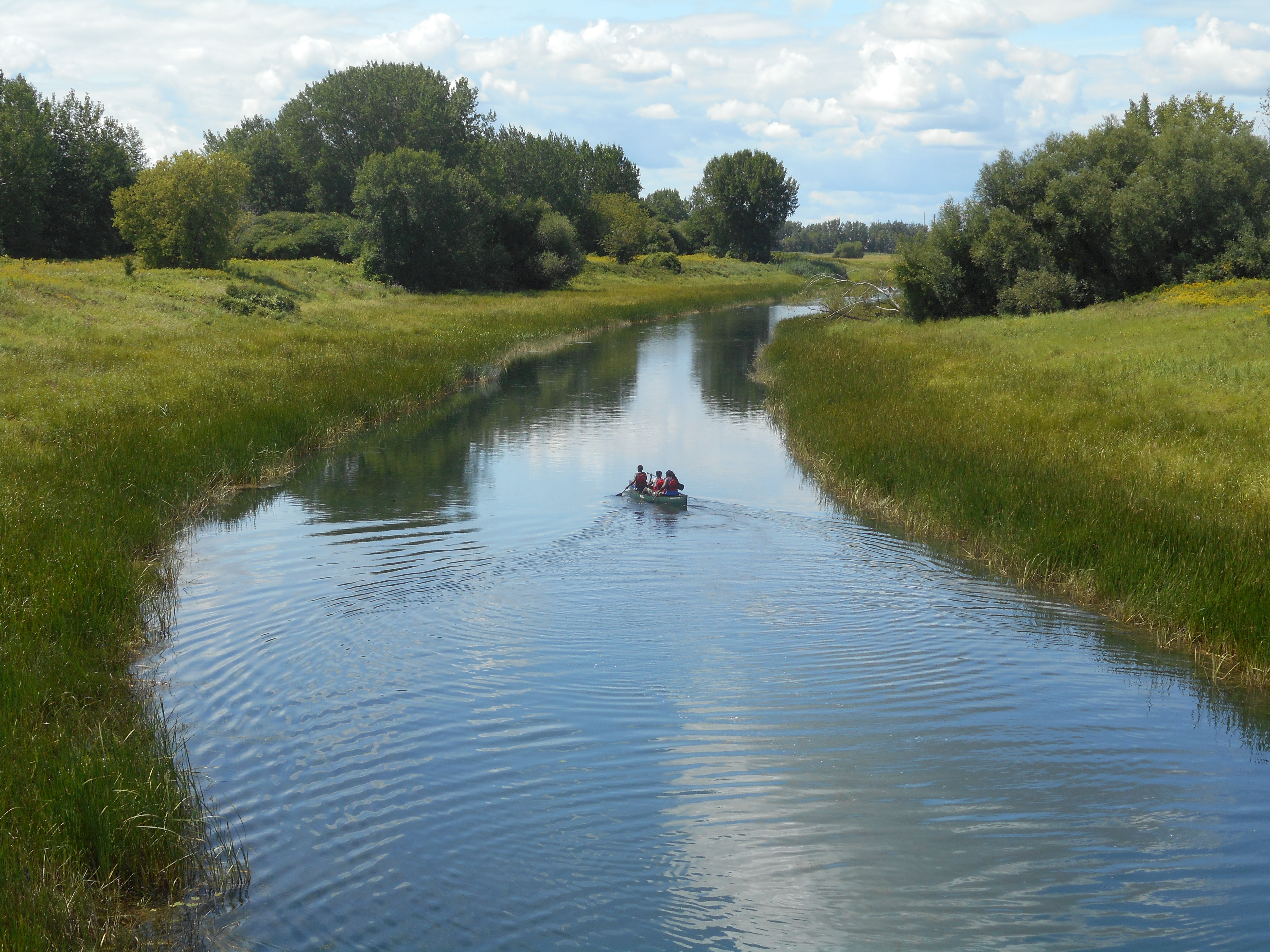
Le chenal La Passe entre l'île Grosbois (à droite) et l'île de la Commune (à gauche).

L'île Grosbois est de forme rectangulaire, pour une longueur de 3 000 mètres et une largeur de 1 000 mètres maximales. Elle est située dans le fleuve Saint-Laurent au nord-est de l'île de Montréal. Elle fait partie des îles de Boucherville – dont elle est la plus septentrionale – et est séparée au sud de l'île de la Commune et de l'île aux Raisins par le chenal La Passe et à l'ouest des îles Dufault, Lafontaine et Montbrun (propriété fédérale du Port de Montréal qui pourraient intégrer à terme le parc national) par le chenal du Courant (la langue de terre à l'intérieur de ce chenal est aussi appelée île à Bleury ou Haut-fond à Bleury). Elle est reliée à île de la Commune par une passerelle. Toute la partie nord de l'île Grosbois est constituée de terres cultivées (maïs, blé, soja), tandis que la partie sud est boisée et que la partie occidentale est une vaste frange marécageuse innondable au printemps.
L'île se trouve sur la rive-Sud de Montréal à l'ouest de la ville de Boucherville à laquelle elle est administrativement rattachée et reliée par une navette fluviale depuis le quai municipal jusqu'à l'embarcadère du Relais Grosbois.

## Histoire
Des fouilles archéologiques ont montré que l'île Grosbois, en particulier, a été historiquement un site d'occupation saisonnière des Iroquoiens du Saint-Laurent qui y chassaient, pêchaient et habitaient une maison longue à l'époque du Sylvicole (de 400 avant Jésus-Christ à 1 600). Le site archéologique du Boucher-de-Grosbois témoigne de cette occupation avec la reconstitution d'un campement iroquois (comprenant la maison longue, le fumoir, le séchoir et le tendeur à peaux).
Au XVIIe siècle, l'île fait partie de la seigneurie de Boucherville créée en 1667 et nommée d'après son fondateur Pierre Boucher de Grosbois (1622-1717) duquel provient le nom de l'îlot.
L'île a accueilli le parc d'attractions King Edward de 1909 à 1928. Il constituait à cette époque le plus important parc d'attraction du pays avec ses montagnes russes particulièrement longues, une arène pour animaux (le Virginia Reel) et la venue de pionniers de l'aviation tels que Louis Blériot qui vient faire des essais en vol et Jacques de Lesseps qui y assemble ses avions dans les hangars de la Compagnie aérienne franco-canadienne (fondé par lui en 1926). Il est fermé en 1929 à la suite de l'effondrement lors d'une tempête d'un manège qui a fait de nombreux morts.
En 1984, le parc national des Îles-de-Boucherville est créé englobant l'île Grosbois sur laquelle sont ouverts un petit centre des visiteurs et le camping du parc.

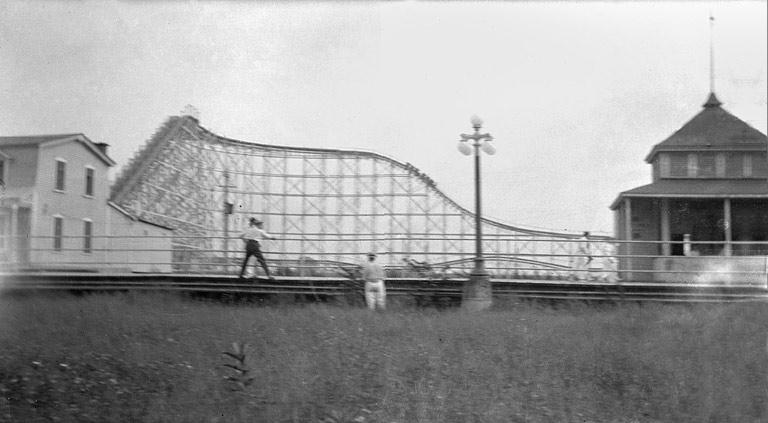
Le parc King Edward vers 1910.
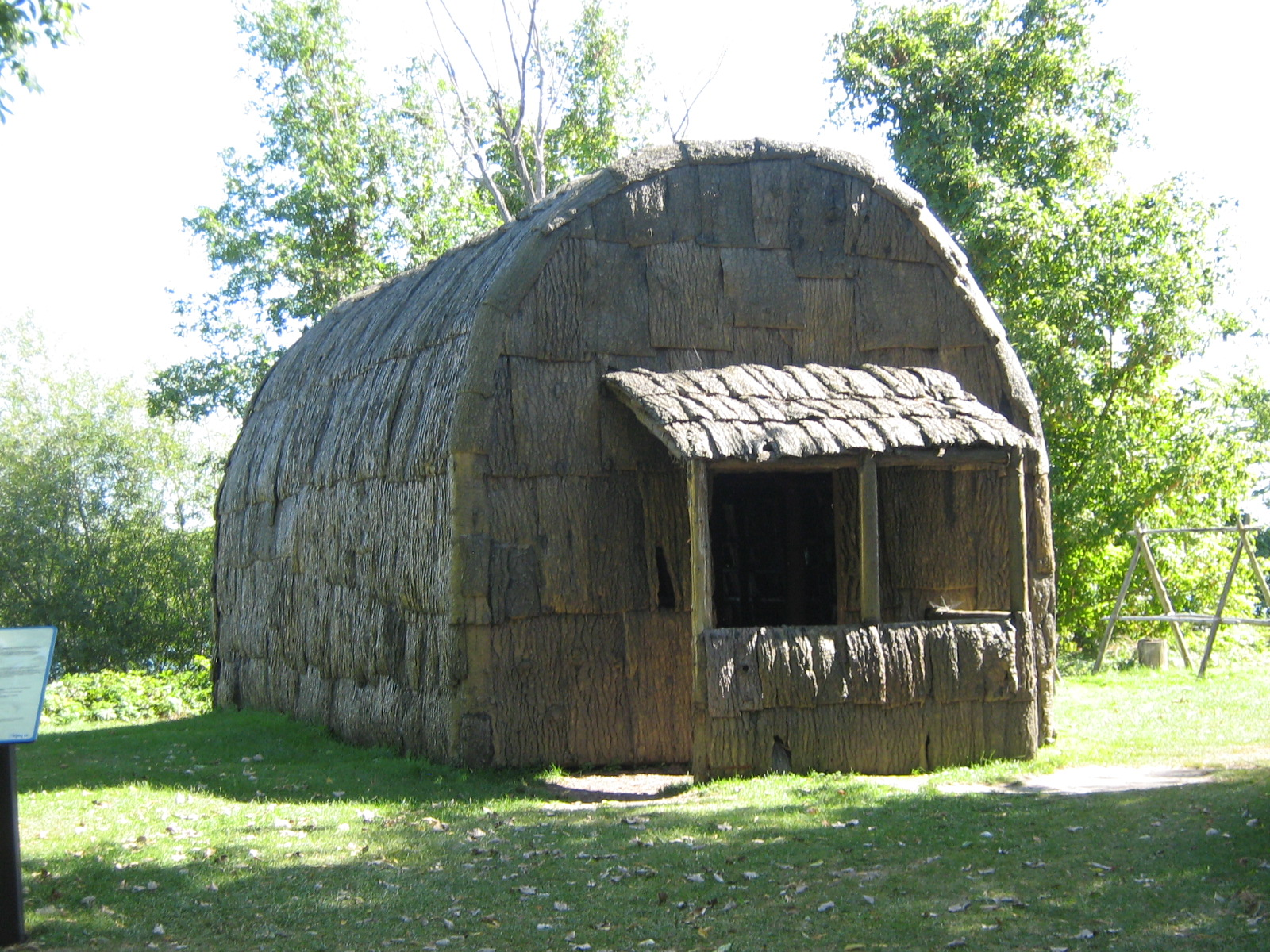
Une reconstitution de maison longue amérindienne.
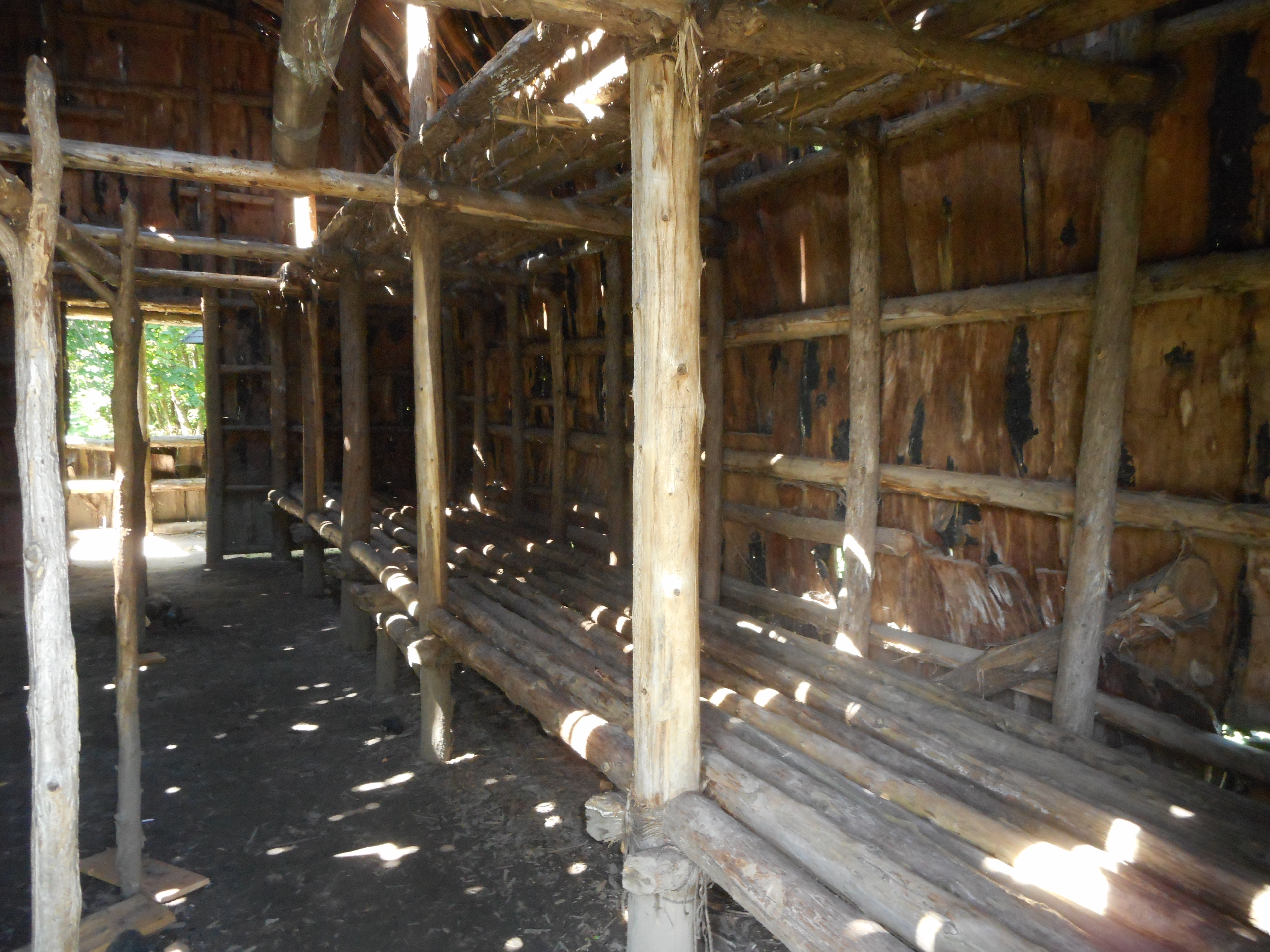
Intérieur de la maison longue.
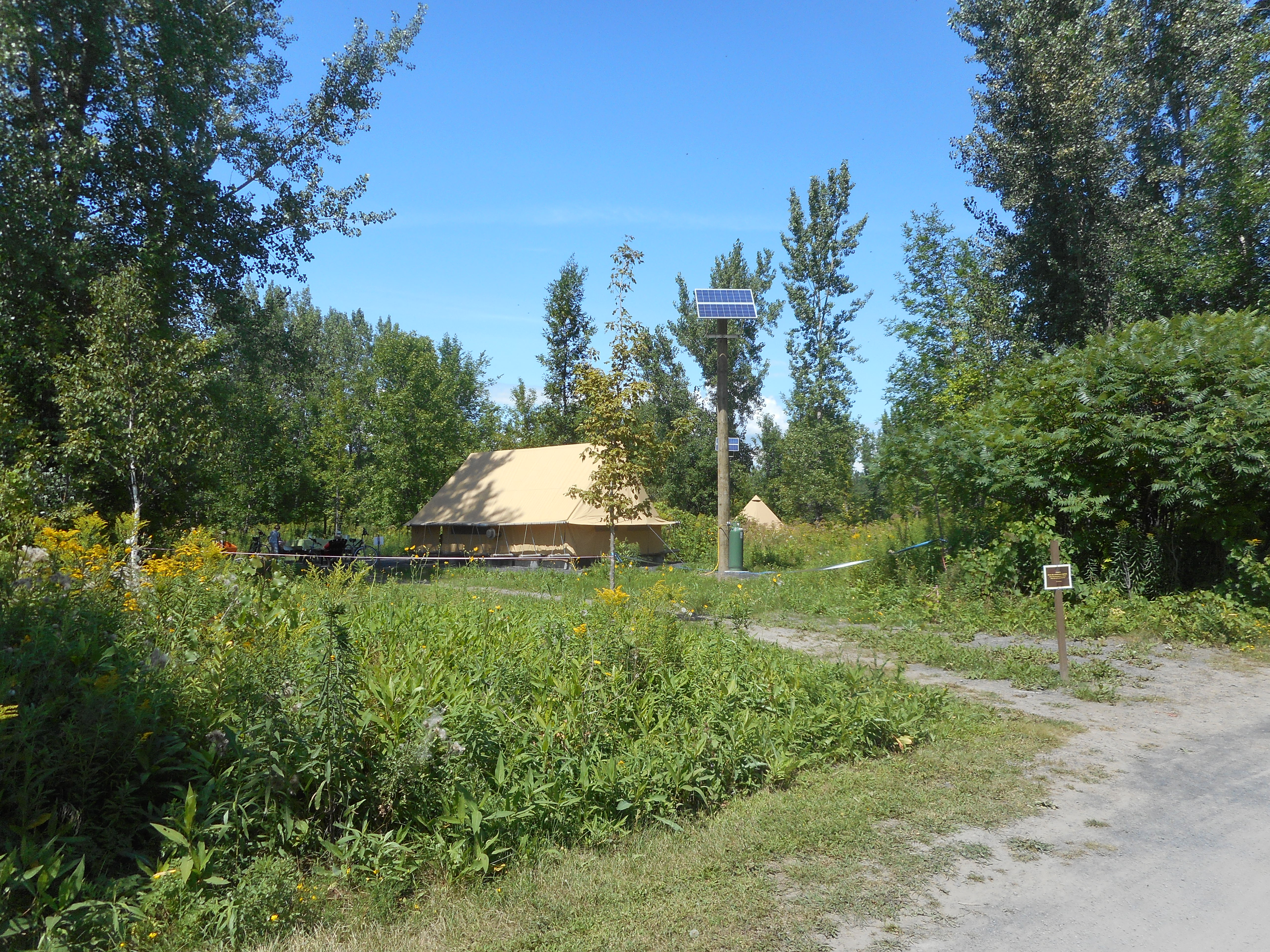
Camping de l'île

## Flore et faune
Avec l'île aux Raisins et l'île Dufault, Grosbois est, comme son nom l'indique, la plus boisée des îles du groupe de Boucherville. À ce titre elle accueille bonne partie de la population résidente de la harde de Cerfs de Virginie du parc qui compte, selon les années, environ 200 individus. Le chenal du Courant est un lieu d'activité de la plupart des espèces d'oiseaux présents dans le parc national, en particulier le Cormoran à aigrettes et le Grand Héron.